# Кортни, Эдвард, 12-й граф Девон
Эдвард Болдуин Кортни, 12-й граф Девон (англ. Edward Baldwin Courtenay, 12th Earl of Devon; 7 мая 1836 — 15 января 1891) — британский пэр и консервативный политик. Он носил титул учтивости — лорд Кортни с 1859 по 1888 год.

## Биография
Родился 7 мая 1836 года. Младший (третий) сын Уильяма Кортни, 11-го графа Девона (1807—1888), и его жены Элизабет, графини Девон (1801—1867), дочери Хью Фортескью, 1-го графа Фортескью. Он получил образование в Вестминстерской школе, а затем поступил в колледж Крайст-Черч в Оксфорде.
Лорд Кортни заседал в Палате общин Великобритании от Эксетера (1864—1868) и Восточного Девона (1868—1870), будучи членом консервативной партии. Девон был известен своей защитой прав женщин и вступил в клуб Albemarle.
18 ноября 1888 года после смерти своего отца Эдвард Кортни унаследовал титулы 12-го графа Девона (Пэрство Англии) и 8-го баронета Кортни (Баронетство Англии), став членом Палаты лордов Великобритании. Также он занимал должности губернатором Лондонского Чартерхауса и заместителем лорда-лейтенанта Девоншира.
Лорд Девон умер неженатым в январе 1891 года в возрасте 54 лет. Он двигался по Трафальгарской площади и, пошатываясь, шел, чтобы вызвать такси обратно в свою резиденцию. Он потерял сознание и умер по прибытии, а Девон, как полагают, страдал от апоплексии. Похороны состоялись 21 января, тело было помещено в три гроба: один из вяза, один из свинца и один из дуба. Внешний гроб был украшен латунной фурнитурой и мемориальной доской с описанием лорда Девона. Его преемником в графстве стал его дядя, Хью Кортни, 13-й граф Девон (1811—1904) . Его останки были захоронены в церкви недалеко от замка Паудерем.